# Burdur
Burdur je město v turecké stejnojmenné provincii (jíž je hlavním městem) ležící v jihovýchodní části země. Žije zde přibližně 95 tisíc obyvatel. Leží na pobřeží Burdurského jezera. Panuje zde podnebí mezi středomořským a oceánickým. První písemné záznamy o městě pocházejí z doby bronzové, ale je možné, že město existuje ještě déle. Nachází se zde Univerzita Burdur Mehmet Akif Ersoy. 